# Próby silników SSME
Przed pierwszym lotem w kosmos promu kosmicznego Columbia wykonano szereg testów silników głównych, które są instalowane w Orbiterze.

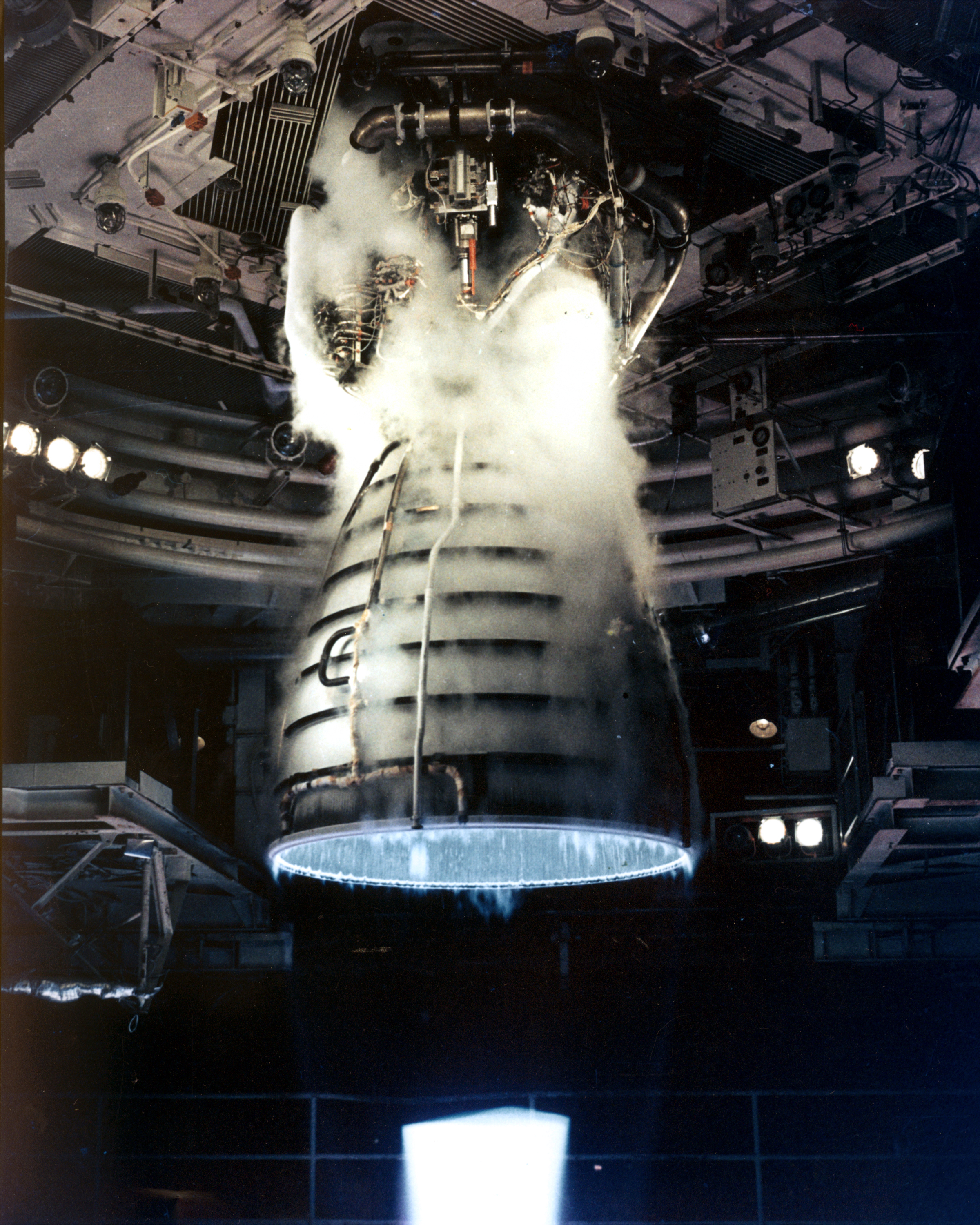
Silnik SSME w trakcie odpału testowego w roku 1981

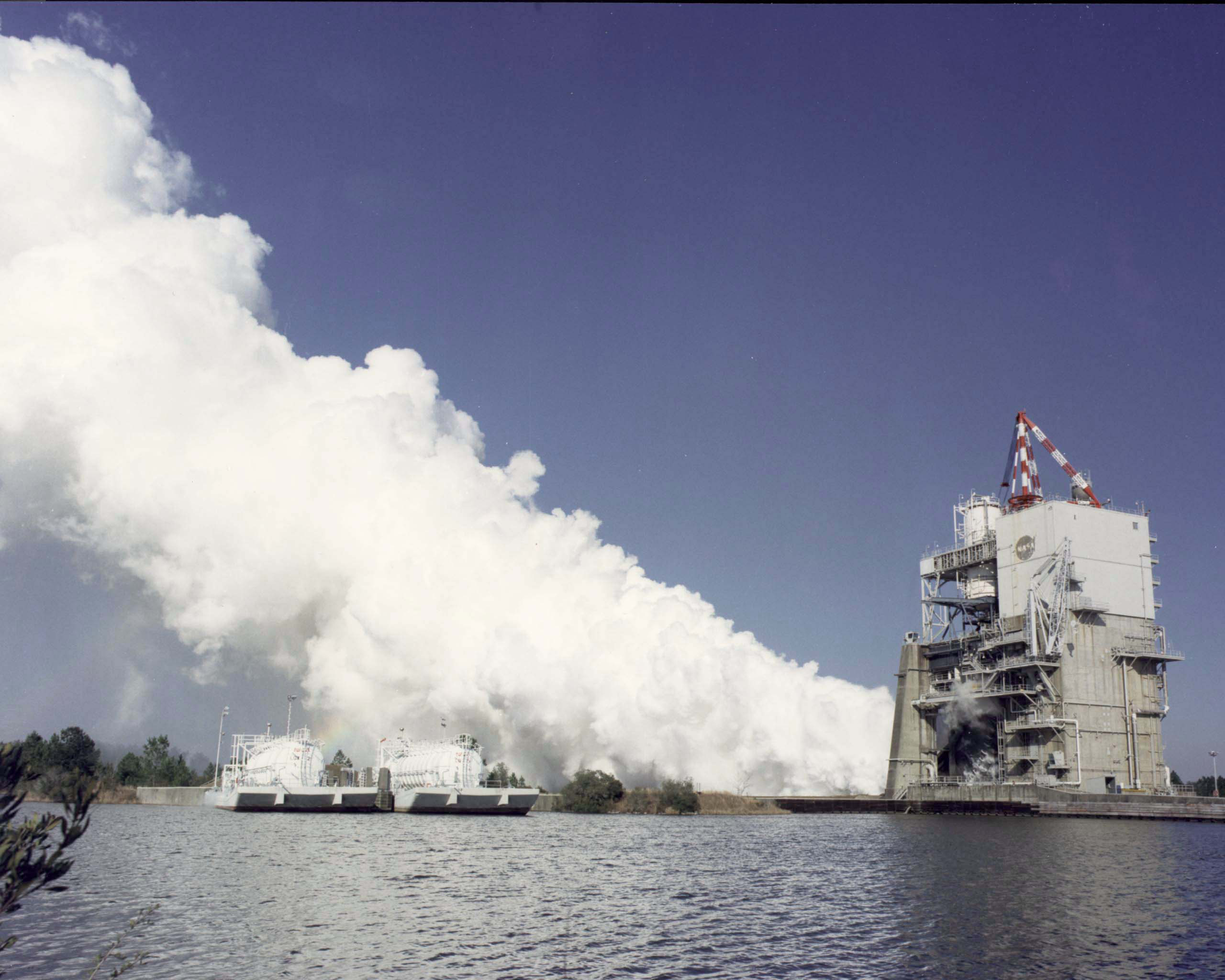
Odpał silnika, widoczne duże ilości przegrzanej pary wodnej

Zdecydowana większość prób silników głównych SSME (ang. Space Shuttle Main Engine) skonstruowanych przez firmę Rocketdyne wykonana została w Narodowych Laboratoriach Techniki Kosmicznej NSTL (ang. National Space Technology Laboratories) w pobliżu Bay St. Louis w stanie Missisipi na hamowniach wykorzystywanych poprzednio przy próbach silników rakietowych stosowanych w programie Apollo. W ośrodku NSTL znajdują się dwa stanowiska badawcze pojedynczych silników i jedno stanowisko trzysilnikowego zespołu napędowego orbitera. Wykorzystywano również stanowisko należące do firmy Rocketdyne, znajdujące się w górach Santa Susana Mountains w pobliżu Chatsworth w Kalifornii, ale głównie dla potrzeb prób podzespołów SSME.
Pierwszy odpał pojedynczego silnika głównego przeprowadzono w maju 1975 r., pierwszą zaś próbę kompletnego zespołu napędowego w kwietniu 1978 r. Celem prowadzonych w NSTL doświadczeń było przede wszystkim zbadanie poszczególnych elementów systemów sterowania i systemów współzależnych z pracą silników w warunkach, jakie spodziewano się spotkać podczas pierwszych lotów kosmicznych. Do najważniejszych problemów, z jakimi borykali się specjaliści NASA i Rocketdyne, należało m.in. ustalenie właściwego rozkładu obciążeń w ułożyskowaniu turbopompy, opracowanie odpowiednio trwałych uszczelnień dynamicznych obracającego się zespołu wirnikowego, zdefiniowanie granic zmęczeniowych łopatek turbin, wyeliminowanie korozji ciernej elementów układu ciekłego tlenu i określenie obciążeń dynamicznych w najważniejszych przewodach ciekłych materiałów pędnych w silniku.
W czasie prób silników głównych nie udało się uniknąć pewnych błędów organizacyjnych. Niedofinansowanie niezwykle nowatorskiego przedsięwzięcia, jakie stanowił program rozwoju i prób w połączeniu z naciskiem na realizowanie harmonogramu prac wymusiły na NASA prowadzenie polityki sukcesu. Oszczędności spowodowały, że nie zamawiano zapasowych elementów, a ostateczny montaż silnika odbywał się często już na stanowisku prób. Rozruch przeprowadzano zakładając, że wszystko będzie od razu działać prawidłowo. Kilkakrotnie wadliwie działające elementy wywoływały pożary uszkadzające wysokociśnieniowe pompy, całe silniki czy nawet stanowiska prób. Z reguły okazywało się, że awarii mogłoby nie być, gdyby odpowiedzialne za nią elementy były drobiazgowo sprawdzane. Do najpoważniejszego wypadku doszło 27 grudnia 1978 r., kiedy wybuch silnika zniszczył stanowisko prób.
Do badań pojedynczych silników wykorzystano dwa egzemplarze SSME w konfiguracji do lotu kosmicznego. Użyto ich do sprawdzenia okresu pracy silnika wynoszącego 20 tys. s (5,5 h) w zakresie między 65 a 100% ciągu nominalnego. Z kolei próby kompletnego zespołu napędowego wykonano wykorzystując zestaw MPTA (ang. Main Propulsion Test Article) złożony z trzech silników SSME, instalacji kriogenicznych materiałów pędnych, identycznej jak w wahadłowcu, kratownicy symulującej kadłub orbitera, zbiornika zewnętrznego i podsystemów wspomagających.
Program prób pojedynczego silnika składał się z czterech serii po trzynaście odpałów w każdej. Obydwu badanych silników użyto w dwóch seriach prób. W pierwszych czterech odpałach ciąg był nominalny, z jedną próbą w której podwyższano ciąg do 102% ciągu nominalnego, W każdej serii wykonano przynajmniej dwie próby pracy silnika z profilem ciągu odpowiadającym sytuacji awaryjnej (czas pracy przedłużony do 823 s w stosunku do normalnych 520 s). Łączny czas pracy silnika w jednej serii nie mógł być krótszy niż 5 tys. sekund.
Za pomocą zestawu MPTA w dwunastu próbach sprawdzono pełny cykl pracy układu silnikowego, począwszy od trzech godzin przed startem a skończywszy na oddzieleniu zbiornika zewnętrznego, W pierwszych czterech próbach zastosowano krótkie dysze umożliwiające dławienie do 65% ciągu nominalnego. W następnych czterech odpałach zastosowano już normalne dysze (identyczne z przewidzianymi do użycia w locie), które na poziomie morza pozwalały na dławienie tylko do 90% ciągu nominalnego. Po pierwszej udanej próbie w kolejnych trzech odpałach następowały awarie głównego zaworu paliwa i przekraczanie dopuszczalnego poziomu ciśnienia we wgłębieniu uszczelniającym turbiny tlenu. Następowało wtedy uszkodzenie zaczepu-ucha na dzwonie dyszy, stanowiącego punkt zamocowania cięgna sterującego ustawieniem dyszy. Ten właśnie problem istotnie przyczynił się do opóźnienia programu prób SSME, do czasu wprowadzenia koniecznych poprawek konstrukcyjnych.
Próby zespołu napędowego MPTA wznowiono 17 grudnia 1979 r. (zastosowano krótkie dysze), przeprowadzając pełną próbę symulującą start i wzlot na orbitę trwający 554 s. Odpał wykonany 30 maja 1980 r. (dziewiąty) trwał 578 s i zakończył program prób z krótkimi dyszami. Ostatnie próby, już z dyszami „lotnymi”, zakończono na jesieni 1980 r.
Badania nad silnikami głównymi nie zostały przerwane w momencie rozpoczęcia lotów kosmicznych i z przerwami trwały jeszcze przez następnych kilka lat.